# فابيان ألين
فابيان ألين (7 مايو 1995 في جامايكا - ) (بالإنجليزية: Fabian Allen)‏ هو لاعب كريكت جامايكي. شارك مع منتخب جامايكا الوطني للكريكت.

## وصلات خارجية
- فابيان ألين على موقع إي آس بي آن كريك إنفو (الإنجليزية)